# المعازيب (الرجم)

تعديل مصدري - تعديل

المعازيب هي إحدى قرى عزلة المدني بمديرية الرجم التابعة لمحافظة المحويت، بلغ تعداد سكانها 267 نسمة حسب تعداد اليمن لعام 2004.